# Municipio de Cache-Wilson
El municipio de Cache-Wilson (en inglés: Cache-Wilson Township) es un municipio ubicado en el condado de Clay en el estado estadounidense de Arkansas. En el año 2010 tenía una población de 477 habitantes y una densidad poblacional de 2,94 personas por km².

## Geografía
El municipio de Cache-Wilson se encuentra ubicado en las coordenadas 36°18′57″N 90°34′45″O / 36.31583, -90.57917. Según la Oficina del Censo de los Estados Unidos, el municipio tiene una superficie total de 162 km², de la cual 160,94 km² corresponden a tierra firme y (0,65 %) 1,06 km² es agua.

## Demografía
Según el censo de 2010, había 477 personas residiendo en el municipio de Cache-Wilson. La densidad de población era de 2,94 hab./km². De los 477 habitantes, el municipio de Cache-Wilson estaba compuesto por el 96,65 % blancos, el 0,21 % eran amerindios, el 1,68 % eran de otras razas y el 1,47 % eran de una mezcla de razas. Del total de la población el 2,1 % eran hispanos o latinos de cualquier raza.